# Tennis ai XV Giochi dei piccoli stati d'Europa
Il torneo di tennis ai XV Giochi dei piccoli stati d'Europa si è svolto dal 28 maggio al 1º giugno 2013.

## Medagliere
| # | Nazione       | Oro | Argento | Bronzo | Totale |
| - | ------------- | --- | ------- | ------ | ------ |
| 1 | Liechtenstein | 3   | 1       | 0      | 4      |
| 2 | Monaco        | 2   | 0       | 1      | 3      |
| 3 | Malta         | 0   | 2       | 0      | 2      |
| 4 | Lussemburgo   | 0   | 1       | 6      | 7      |
| 5 | Cipro         | 0   | 1       | 1      | 2      |
| 6 | San Marino    | 0   | 0       | 1      | 1      |
|   | Totale        | 5   | 5       | 9      | 19     |

## Podi
| Evento              | Oro                                     | Argento                           | Bronzo                                                                      |
| Singolare maschile  | Thomas Oger                             | Petros Chrysochos                 | Mike Scheidweiler Ugo Nastasi                                               |
| Singolare femminile | Stephanie Vogt                          | Kathinka von Deichmann            | Tiffany Cornelius Laura Correia                                             |
| Doppio maschile     | Guillaume Couillard / Thomas Oger       | Ugo Nastasi / Mike Scheidweiler   | Petros Chrysochos / Sergios Kyratzis Marco de Rossi / Stefano Galvani       |
| Doppio femminile    | Stephanie Vogt / Kathinka von Deichmann | Roseanne Dimech / Elaine Genovese | Laura Correia / Sharon Pesch                                                |
| Doppio misto        | Stephanie Vogt / Timo Kranz             | Elaine Genovese / Matthew Asciak  | Tiffany Cornelius / Laurent Bram Louise-Alice Gambarini / Benjamin Balleret |